# Salisbury-Klasse (1770)
Die Salisbury-Klasse war eine Klasse von zwei 50-Kanonen-Linienschiffen 4. Ranges der britischen Marine, die von 1770 bis 1817 in Dienst stand.

## Allgemeines
Ursprünglich wurde 1766 ein 50-Kanonen-Schiff nach dem Entwurf des Surveyor of the Navy Sir Thomas Slade bestellt. Dieses stellte eine Weiterentwicklung von Slades Entwurf für das 50-Kanonen-Schiff Romney von 1762 da. Das Schiff wurde zwischen 1766 und 1770 bei der Marinewerft in Chatham gebaut. Da es um 1770 zu Spannungen mit Spanien kam wurde, neben zwei Schiffen der Portland-Klasse, auch ein weiteres Schiff nach Slades Entwurf bei einer privaten Werft in Harwich geordert, wo es zwischen 1771 und 1775 gebaut wurde.

## Einheiten
| Name      | Bauwerft                  | Bestellung        | Kiellegung      | Stapellauf      | Indienststellung | Verbleib |
| --------- | ------------------------- | ----------------- | --------------- | --------------- | ---------------- | --- |
| Salisbury | Chatham Dockyard, Chatham | 18. Januar 1766   | 19. August 1766 | 2. Oktober 1769 | 30. Mai 1770     | Am 13. Mai 1796 bei der Île à Vache gesunken                                                                                      |
| Centurion | The King’s Yard, Harwich  | 25. Dezember 1770 | Mai 1771        | 22. Mai 1774    | 14. Juli 1775    | Ab Oktober 1807 Hilfsschiff in Halifax, ab 1817 Hulk, am 21. Februar 1821 an ihrem Liegeplatz gesunken, 1825 zum Abbruch verkauft |

## Technische Beschreibung
Die Klasse war als Batterieschiff mit zwei durchgehenden Geschützdecks konzipiert und hatte eine Länge von 44,5 Metern (Geschützdeck) bzw. 36,57 Meter (Kiel), eine Breite von 12,19 Metern und einen Tiefgang von 5,2 Metern, bei einer Vermessung von 1043 77⁄94 tons (bm). Sie waren Rahsegler mit drei Masten (Fockmast, Großmast und Kreuzmast). Der Rumpf schloss im Heckbereich mit einem Heckspiegel, in den Galerien integriert waren, die in die seitlich angebrachten Seitengalerien mündeten.
Die Besatzung hatte eine Stärke von 350 Mann. Die Bewaffnung der Klasse bestand aus 50 Kanonen.
|        | Unteres Batteriedeck | Oberes Batteriedeck | Backdeck      | Achterdeck    | Kanonen (Geschossgewicht) |
| ------ | -------------------- | ------------------- | ------------- | ------------- | ------------------------- |
| Design | 22 × 24-Pfünder      | 22 × 12-Pfünder     | 2 × 6-Pfünder | 4 × 6-Pfünder | 50 Kanonen (187,749 kg)   |

## Bemerkungen
1. ↑  Bereits seit der Mitte der 1750er Jahre wurden die 50-Kanonen-Schiffe von Seiten der britischen Marine nicht mehr vollwertige Linienschiffe (Schlachtschiffe) angesehen, da sie zu schwach für die Schlachtlinie waren.
2. ↑  Die hier verwendeten Daten entsprechen dem amtlichen Entwurf. Die genauen Werte der einzelnen Schiffe weichten von Diesem minimal ab.